# 守山市立守山中学校
守山市立守山中学校（もりやましりつもりやまちゅうがっこう）は、滋賀県守山市にある公立中学校。

## 概要
本校は、市内の中央部よりやや南側に位置しており、守山市民運動公園と隣接している。通学区は立入が丘、玉津、吉身の各小学校区から成る。新校舎は2015年（平成27年）11月に完成した。

## 沿革
- 1962年（昭和37年）4月  - 三和・明富・湖南の各中学校を統合し、守山町立守山中学校を設置する。
- 1970年（昭和45年）7月 - 市制により、守山市立守山中学校に改称する。
- 1978年（昭和53年）2月 - 守山市立守山北中学校が分離する。
- 1984年（昭和59年）3月 - 守山市立守山南中学校が分離する。
- 2015年（平成27年）11月 - 新校舎が完成する[2]。新校舎は文部科学省からスーパーエコスクールに選定された[3]。
- 2022年（令和4年） - 第25回津軽三味線コンクール全国大会独奏（少年少女・中学生の部）で金賞（優勝）を[4][5]、第66回滋賀県学生科学賞県展で読売新聞社賞をそれぞれ受賞する[5]。

## スローガン
- 校訓 - 切磋琢磨[注 1][6]
- 教育目標 - 心豊かでたくましい人を育てる[6]

## 部活動
- 運動部 - 野球、サッカー、ソフトボール、陸上競技、ソフトテニス、水泳、バスケットボール、バレーボール、バドミントン、卓球、柔道、剣道[7]
- 文化部 - 吹奏楽、美術、クラフト、科学[7]

## 校区
- 立入が丘小学校、玉津小学校、吉身小学校の学区全域[1]